# Burnham (Banda)
Burnham —también conocidos con el nombre The Burnham Brothers Band— es una banda de rock pop estadounidense de Vermont formada por los hermanos Philip Alexander, Andre Joseph y Forrest Emerson. Son editados bajo el sello Island Records y manejados por SMAC Entertainment; han aparecido como teloneros de Justin Bieber en My World Tour a fines de 2010 y han salido de gira con Action Item en The Stronger the Love Tour a mediados de 2011.  

## Miembros
- Philip Alexander Burnham, conocido como Alex (nacido el 14 de enero de 1992, guitarra).
- Andre Joseph Burnham (nacido el 13 de agosto de 1993, bajo, piano/teclado, batería, coros y guitarra acústica).
- Forrest Emerson Burnham (nacido el 20 de febrero de 1996, vocalista).

## Discografía
- Catch Me If You Can (iTunes Single) (2011)
- Almost Famous EP (2010).

### Sencillos
- Catch me if you can (2010).
- Don´t by Shy (2010).
- Autimatic (2011).

### Canciones lanzadas
- Catch me if you can
- Don´t by Shy
- Automatic
- Slow Dance
- Chasing Lizzie
- Effortless
- Glow in the dark
- Untouchable